# Nitisol
Als Nitisol (früher Nitosol) wird nach World Reference Base for Soil Resources (WRB) eine Referenzbodengruppe bezeichnet, die vornehmlich in den Tropen vorkommt. Das Bodenprofil hat (gemäß den Horizontsymbolen aus dem Annex 3 der 4. Auflage der WRB) entweder eine Horizontfolge A-Bo-C oder A-(E-)Bto-C. Der Boden ist tiefgründig verwittert. Ausgangsgesteine sind silikatreiche neutrale bis basische Gesteine.
Nitisole finden sich weltweit auf einer Fläche von 200 Mio ha, vornehmlich unter tropischem Regenwald und Feuchtsavanne, wobei etwa die Hälfte davon im tropischen Ostafrika vorkommt.

## Eigenschaften
Die Horizontgrenzen sind durch starke Bioturbation nur schwach ausgeprägt, der Farbwechsel erfolgt fließend. Die Verwitterung ist insgesamt noch nicht so stark fortgeschritten wie bei den Ferralsolen, so dass meist noch verwitterbare (Primär-)Minerale vorhanden sind.
Der diagnostische Horizont ist der nitic horizon. Dies ist ein tonreicher (mindestens 30 %), mindestens 30 cm mächtiger
Unterbodenhorizont mit teilweise glänzenden Aggregatoberflächen in charakteristischer polyedrischer (nutty) Struktur. Die Humusgehalte sind relativ hoch. Das Bodenprofil zeichnet sich durch eine starke Aggregierung und hohe Porosität (50–60 %) aus, und damit durch eine gute Wasserleitfähigkeit (ca. 50 mm h−1). Wegen der Bodenart und der Tiefgründigkeit kann eine große Menge Wasser gespeichert werden.
Diese Eigenschaften führen zu einer relativ hohen Fruchtbarkeit, solange die Probleme in Verbindung mit Erosion und P-Fixierung zu kontrollieren sind.